# 八木雄二
八木雄二（やぎ ゆうじ、1952年 - ）は、日本の哲学者。

## 人物・来歴
東京都生まれ。慶應義塾大学大学院哲学専攻博士課程修了。1991年「ドゥンス・スコトゥスにおける「存在の一義性」の研究」で文学博士。専門は西欧中世哲学。1978年より東京港大井埠頭「野鳥公園」でボランティア活動。「東京港グリーンボランティア」代表理事。東京キリスト教神学研究所所長。

## 著書
- 『スコトゥスの存在理解』創文社 1992
- 『鳥のうた 詩歌探鳥記』平凡社 1998
- 『中世哲学への招待 「ヨーロッパ的思考」のはじまりを知るために』平凡社新書 2000
- 『イエスと親鸞』講談社選書メチエ 2002
- 『古代哲学への招待 パルメニデスとソクラテスから始めよう』平凡社新書 2002
- 『生態系存在論序説 自然のふところで誕生した人間と文明の相克』知泉書館 2004
- 『生態系存在論の構築 「ある」と言われるべき「ある」の地平を見いだす』知泉書館 2004
- 『生態系倫理学の構築 生きることの「あるべき」かたち』知泉書館 2004
- 『「ただ一人」生きる思想 ヨーロッパ思想の源流から』ちくま新書 2004
- 『天使はなぜ堕落するのか 中世哲学の興亡』春秋社 2009
- 『神を哲学した中世　ヨーロッパ精神の源流』新潮選書 2012
- 『聖母の博士と神の秩序　ヨハネス・ドゥンス・スコトゥスの世界』春秋社 2015
- 『哲学の始原　ソクラテスはほんとうは何を伝えたかったのか』春秋社 2016
- 『裸足のソクラテス　哲学の祖の実像を追う』春秋社 2017
- 『ソクラテスとイエス 隣人愛と神の論理』春秋社 2020
- 『「神」と「わたし」の哲学 キリスト教とギリシア哲学が織りなす中世』春秋社 2021
- 『1人称単数の哲学 ソクラテスのように考える』春秋社 2022
- 『キリスト教を哲学する 隠されたイエスの救い』春秋社 2023

### 翻訳
- 『エギディウス・ロマヌス　『Theoremata de esse et essentia』(訳)を巡って 中世存在論の一断面』箕輪秀二監修 ・大野晃徳・松山英麿共訳　中央学院大学総合科学研究所　1997
- 『カントが中世から学んだ「直観認識」　スコトゥスの「想起説」読解』知泉書館　2017